# جيم تيرنر
جيم تيرنر (بالإنجليزية: Jim Turner)‏ هو كاتب سيناريو وممثل أمريكي، ولد في 1952 في الولايات المتحدة.

## أعمال

### مسلسلات
- أرليس

## وصلات خارجية
- جيم تيرنر على موقع IMDb (الإنجليزية)
- جيم تيرنر على موقع إن إن دي بي (الإنجليزية)
- جيم تيرنر على موقع قاعدة بيانات الفيلم (الإنجليزية)